# Christian von Støcken (gehejmeråd)
 Der er flere personer med dette navn, se Christian Stöcken (generalsuperintendent).
Christian von Støcken (15. februar 1694 – 29. april 1762) var en dansk gehejmeråd.
Støcken var søn af etatsråd Hans Henrik von Stöcken, efter hvis død han kom til København. 1719 udnævntes han til justitsråd og 1721 til assessor i Hofretten. 1726 blev hans bo erklæret fallit. Alligevel bevarede han kongens tillid, udnævntes 1734 til assessor i Højesteret, blev året efter etatsråd, 1743 konferensråd og fik 1746 kammerherrenøglen. 1739 blev han medlem af Generalkirkeinspektionskollegiet. 1754 blev han hvid ridder og fik 1761 enkedronningens orden. 1760 udnævntes han til gehejmeråd. Efter sin 1734 afdøde fætter, schoutbynacht Henrik Brandt erhvervede han Gammelgård på Lolland. Støcken var også kunstsamler og blev 1754 æresmedlem af Det Kongelige Danske Kunstakademi. Han døde 29. april 1762.
Han ægtede 1720 Charlotte Frederikke Amalie von Voscamp (1693 – 12. maj 1760), datter af højesteretsassessor Hans von Voscamp og Anna Margrethe Weyberg. Deres ægteskab var barnløst, og Støcken indgik få år før sin død en overenskomst med grev Adam Gottlob Moltke om, at Gammelgård skulle tilfalde denne mod udbetaling af en årlig livrente til Støcken og hustru.